# F10 (canal de televisión)
F10 HD es un canal de televisión digital terrestre y de televisión por cable boliviana, propiedad de FTTV Comunicaciones y fundado por Freddy Ticona Gonzales.
Inicio sus transmisiones el 23 de noviembre de 2020, durante la pandemia de COVID-19. Su programación está basada en programas propios, películas, series de televisión y anime, siendo un canal de carácter generalista. Transmite desde Ciudad Satélite, en el departamento de La Paz.

## Historia
El canal fue fundado en la ciudad de La Paz, el 23 de noviembre de 2020, siendo el primer canal que inició sus emisiones exclusivamente para Televisión Digital Terrestre en las ciudades de La Paz y El Alto y no así, en televisión analógica.
El 1 de julio de 2021 se realizó la inauguración oficial de su programación..
El 18 de julio de 2021 fue reconocido por el Senado de Bolivia por su trabajo continuo comunicacional.
El 29 de julio de 2022, ganó el Premio Maya en la categoría "Medio de Comunicación Revelación".
El 25 de agosto de 2023 su programa de noticias F10 Noticias ganó el Premio Maya en la categoría "Mejor Noticiero Local de Televisión". 
El 21 de abril de 2025 se realizó la inauguración oficial de Las Torres Mall en F10 en un programa de noticias F10 Noticias.